# 神羅万象チョコ トップキャラクターズセレクション
神羅万象チョコ トップキャラクターズセレクション（しんらばんしょうチョコ トップキャラクターズセレクション）はバンダイ発売のおまけカード付き食玩、ウエハースチョコレート。神羅万象チョコ10周年を記念して、人気投票で男性部門・女性部門・その他部門の各部門10位までにランクインした全30キャラクターをホログラム仕様で封入した特別弾である。通称「TCS」。2014年2月24日に発売された。神羅万象チョコの通常価格は100円であるが、TCSは特別価格の150円となっている。各部門で1位となったキャラクターは再録版とは別に新規描き下ろし版3種が収録され、過去シリーズのシークレットバージョン5種を加えて全38種類となっている。この種類数は神羅万象チョコシリーズ全弾における最多数である(2018年7月現在)。

## オールスター人気投票

### 男性部門
| 順位   | キャラクター名称                                   | 章                 | 弾               | 種類                        |
| ------ | -------------------------------------------------- | ------------------ | ---------------- | --------------------------- |
| 第1位  | 光龍帝サイガ(こうりゅうていサイガ)                 | 第一章             | 第4弾 EP         | (CR)/(CR描き下ろしアナザー) |
| 第2位  | 明星神マキシウス(みょうじょうしんマキシウス)       | 神獄の章           | 第3弾 神獄068    | (CR)/(CRアナザー)           |
| 第3位  | 終極因使カイ(ゼクスファクターカイ)                 | ゼクスファクター   | 第4弾 ZX095      | (CR)/(CRアナザー)           |
| 第4位  | 白面叢雲九頭竜サイ(はくめんむらくもくずりゅうサイ) | 七天の覇者         | 第4弾 七天EX15   | (CR)                        |
| 第5位  | 大魔王アーク(だいまおうアーク)                     | 大魔王と八つの柱駒 | 第4弾 八柱084    | (CR)/(CRアナザー)           |
| 第6位  | 聖龍王サイガ(せいりゅうおうサイガ)                 | 第一章             | 第1弾 NO.01      | (CR)                        |
| 第7位  | 光龍王サイガ(こうりゅうおうサイガ)                 | 第一章             | 第1弾 SP/TCS P01 | (CR)/(CR限定カラー)         |
| 第8位  | 魔導神メビウス(まどうしんメビウス)                 | 王我羅旋の章       | 第4弾 王我092    | (CR)                        |
| 第9位  | 光龍神リュウガ(こうりゅうしんリュウガ)             | 第三章             | 第4弾 IIINO.100  | (CR)                        |
| 第10位 | メビウス                                           | 王我羅旋の章       | 第4弾 王我093    | (CR)/(CRアナザー)           |

### 女性部門
| 順位   | キャラクター名称                                   | 章                 | 弾              | 種類                        |
| ------ | -------------------------------------------------- | ------------------ | --------------- | --------------------------- |
| 第1位  | 眠り姫アルマ(ねむりひめアルマ)                     | 第一章             | 第1弾 NO.16     | (CR)/(CR描き下ろしアナザー) |
| 第2位  | 白面金剛九尾イヅナ(はくめんこんごうきゅうびイヅナ) | ゼクスファクター   | 第4弾 ZX094     | (CR)/(CRアナザー)           |
| 第3位  | 魔将軍アスタロット(ましょうぐんアスタロット)       | 第二章             | 第2弾 IINO.046  | (CR)                        |
| 第4位  | 綺羅星天アルカナ(きらせいてんアルカナ)             | 大魔王と八つの柱駒 | 第4弾 八柱109   | (CR)                        |
| 第5位  | 武神将ヘルマティオ(ぶしんしょうヘルマティオ)       | 第三章             | 第4弾 IIINO.108 | (CR)                        |
| 第6位  | 白面金剛九尾イヅナ(はくめんこんごうきゅうびイヅナ) | 七天の覇者         | 第3弾 七天EX09  | (CR)                        |
| 第7位  | 四代絶影クオン(よんだいぜつえいクオン)             | 第一章             | 第4弾 NO.86     | (CR)                        |
| 第8位  | 光翼聖天キリコ(こうよくせいてんキリコ)             | ゼクスファクター   | 第4弾 ZX081     | (CR)                        |
| 第9位  | 水嶺王シズク(すいれいおうシズク)                   | 第三章             | 第3弾 IIINO.066 | (CR)                        |
| 第10位 | 黎明王ディルクルム(れいめいおうディルクルム)       | 王我羅旋の章       | 第4弾 王我088   | (CR)                        |

### その他部門
| 順位   | キャラクター名称                                         | 章                 | 弾            | 種類                        |
| ------ | -------------------------------------------------------- | ------------------ | ------------- | --------------------------- |
| 第1位  | 美少女剣士アコちゃん(びしょうじょけんしアコちゃん)       | 大魔王と八つの柱駒 | 第3弾 八柱057 | (CR)/(CR描き下ろしアナザー) |
| 第2位  | 調和神バランシール(ちょうわしんバランシール)             | 王我羅旋の章       | 第4弾 王我094 | (CR)                        |
| 第3位  | ポロン                                                   | 第一章             | 第1弾 NO.19   | (CR)                        |
| 第4位  | 調和神バランシール(ちょうわしんバランシール)             | 第三章             | 第4弾 IIIEP   | (CR)                        |
| 第5位  | G・ディオスクロイ(ジェミニ・ディオスクロイ)              | 王我羅旋の章       | 第1弾 王我014 | (CR)                        |
| 第6位  | 魔王マステリオン(まおうマステリオン)                     | 第一章             | 第4弾 SP      | (CR)                        |
| 第7位  | 聖魔神マステリオン(せいましんマステリオン)               | 王我羅旋の章       | 第4弾 王我091 | (CR)                        |
| 第8位  | ソルディアーク                                           | 第一章             | 第3弾 NO.59   | (CR)                        |
| 第9位  | 神魔超獣シン・ボックル(しんまちょうじゅうシン・ボックル) | 九邪戦乱の章       | 第2弾 九邪046 | (CR)                        |
| 第10位 | 皇帝マステリオン(こうていマステリオン)                   | 第一章             | 第1弾 SP      | (CR)                        |